# Boucle d'effets

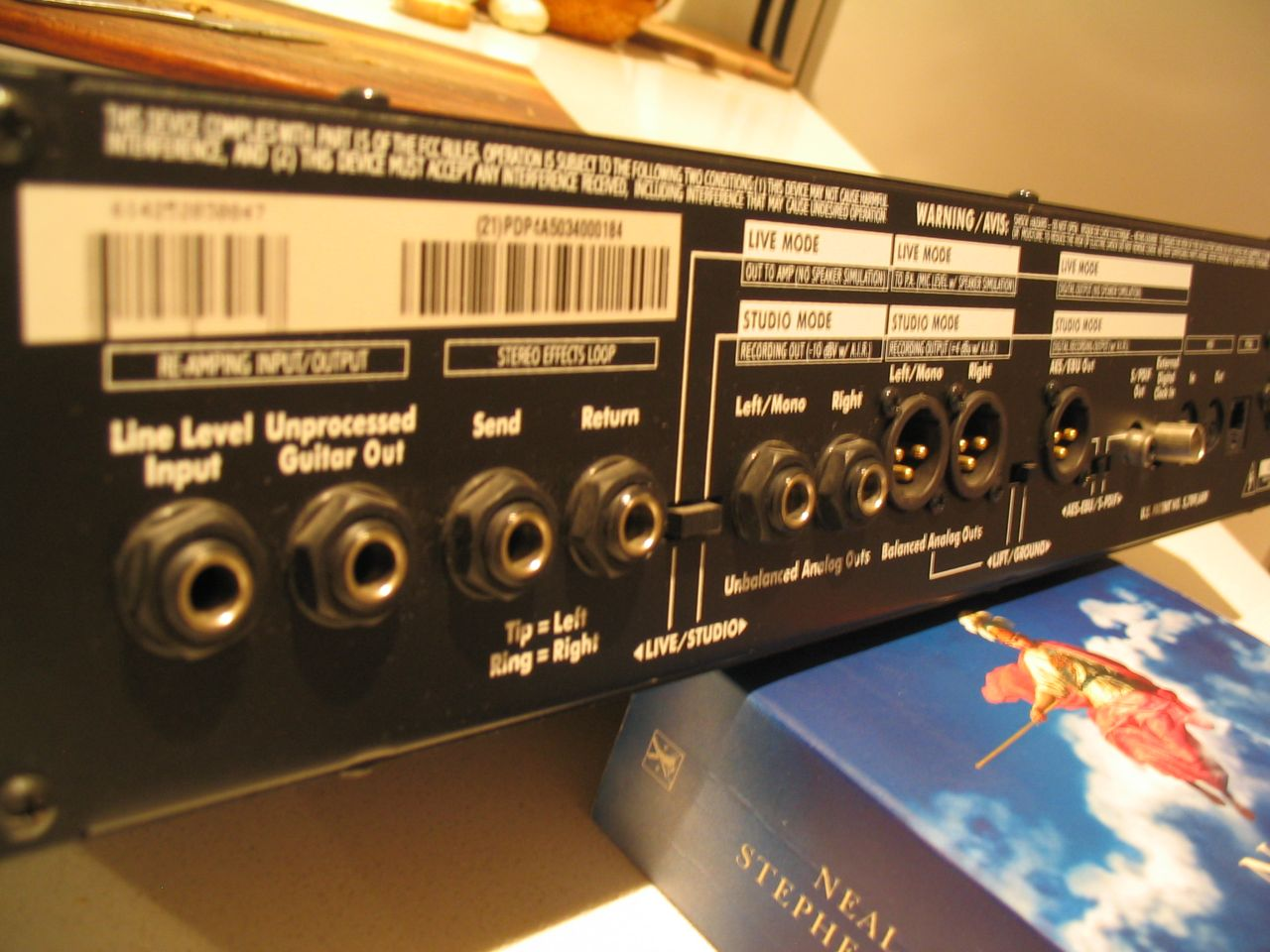
Une boucle d'effet sur un ampli Line 6, marquée par les prises "send" et "return".

La boucle d'effets (en anglais effects loop) est un dispositif présent dans certains amplificateurs pour guitare électrique, qui permet d'envoyer le signal du préampli dans des processeurs d'effets externes (pédale d'effet ou multi-effets). 

## Caractéristiques
Une boucle d'effets est généralement composée de deux prises au format Jack mono, "Send" et "Return" ("Envoi" depuis le préampli et "Retour" dans l'ampli de puissance), comme celles que l'on trouve sur certaines consoles de sonorisation pour l'insertion de traitements sur les tranches. Certains amplis disposent également d'un sélecteur au pied ("footswitch" en anglais) permettant d'enclencher les effets insérés dans la boucle (par exemple les Peavey 5150 et 6505).
La boucle d'effets permet d'utiliser des effets, notamment de spatialisation (delay et réverb) après l'étage de saturation du préampli. Dans le cas où ces effets sont mis « en façade », directement dans l'entrée de l'ampli guitare, le son obtenu n'est pas le même et peut s'avérer moins défini ou plus brouillon.
Les niveaux d'entrée et de sortie de la boucle d'effet sont généralement du type "niveau ligne", c'est-à-dire d'un niveau équivalent à une sortie de console, largement supérieur au niveau de sortie d'un instrument. La prise "Return" étant connectée directement à l'ampli de puissance, il est possible au guitariste de se passer du préampli existant et de brancher à sa place un préampli externe ou un pédalier disposant d'une prise "line out" (sortie ligne). Certaines boucles d'effet disposent d'un réglage de volume (généralement, +4 dB ou -10 dB).
Une boucle d'effets peut être en série (c'est-à-dire que l'ensemble du signal passe par la boucle) ou bien en parallèle (c'est-à-dire qu'une partie du signal brut arrive au haut-parleur, en parallèle du signal passant par les processeurs d'effet).